# Constitution de la Malaisie
 (juin 2021).
Si vous disposez d'ouvrages ou d'articles de référence ou si vous connaissez des sites web de qualité traitant du thème abordé ici, merci de compléter l'article en donnant les références utiles à sa vérifiabilité et en les liant à la section « Notes et références ».
La Constitution de la Malaisie est l'ensemble des principes qui fixe l'organisation et le fonctionnement de la Malaisie.  Elle est entrée en vigueur le 27 aout 1957. Elle définit la Malaisie comme une monarchie constitutionnelle élective, parlementaire et fédérale. La constitution définit les caractéristiques et l'organisation des trois branches principales du gouvernement. Le pouvoir législatif est exercé au niveau fédéral par deux assemblées : la Chambre des représentants et le Sénat. Le pouvoir exécutif est exercé par le Premier Ministre et ses ministres. Le pouvoir judiciaire est placé sous la direction de la Cour Fédérale. Le chef d'état (Yang di-Pertuan Agong) est un roi qui a essentiellement un rôle de représentation.

## Historique
Entre 1948 et 1963, la fédération de Malaisie rassemble les 9 États malais (protectorats anglais) et les colonies britanniques de Penang et Malacca. Dans la perspective de l'indépendance, une délégation de représentants de la fédération se réunit à Londres entre le 18 janvier et le 6 février 1956 pour définir la future constitution du pays. La délégation comprend 4 des chefs des États malais, le premier ministre de la fédération Tunku Abdul Rahman ainsi que le haut commissaire britannique de la fédération et ses collaborateurs. Pour rédiger la constitution, la délégation forme la commission Reid qui réunit des experts constitutionnels de pays du Commonwealth sous la direction de Lord William Reid. Les travaux de la commission s'achèvent le 11 février 1957 et sont validés par un groupe de travail constitué de représentants du gouvernement britannique, des États malais et du gouvernement de la fédération de Malaisie. La constitution entre en vigueur le 27 aout 1957.

## Textes de la Constitution
La constitution de Malaisie comprend 15 parties, 230 articles et 13 annexes intégrant 57 amendements (situation au 1er novembre 2010).

### Libertés fondamentales
Les libertés fondamentales sont définies par les articles 5 à 13 de la constitution de la Malaisie. 
- Article 5 : Aucune personne ne peut être privée de sa liberté si ce n'est en application de la loi. Une personne ne peut être emprisonnée sans jugement (habeas corpus). Une personne a le droit d'être informée des raisons de son arrestation et d'être représentée sur le plan légal par un avocat de son choix. Une personne ne peut être détenue plus de 24 heures sans l'accord d'un magistrat
- Article 8 : toutes les personnes sont égales devant la loi et ont droit à une protection identique. Il ne doit y avoir aucune discrimination sur la base de la religion, de la race, de l'ascendance, du sexe ou du lieu de naissance dans l'attribution d'un emploi dans l'administration publique, dans l'acquisition d'un bien immobilier, dans la création d'une entreprise ou dans l'exercice d'une profession sauf si des exceptions sont explicitement fournies dans la Constitution. L'article 153 précise ces exceptions : il s'agit des dispositions de discrimination positive en faveur des malais (définis comme les malaisiens musulmans) et les peuples indigènes de Sabah et de Sarawak.
- Article 10 porte sur la liberté de parole, d'assemblée et d'association.
- Article 11 définit que chaque personne peut professer et pratiquer sa religion. Mais il est interdit d'effectuer du prosélytisme auprès des musulmans par contre un musulman peut tenter de convertir un non musulman.

### Pouvoirs législatif et exécutif
La Malaisie est une monarchie parlementaire fédérale. Le roi de Malaisie  (Yang di-Pertuan Agong), dont le rôle est principalement symbolique, est un des neuf chefs héréditaires de neuf États  de la péninsule de la Malaisie. Il est élu pour 5 ans (présidence tournante) par ses pairs, les quatre gouverneurs des États non dirigés par des sultans et le premier ministre. Deux assemblées sont élues au niveau fédéral. La  Chambre basse, la "Dewan Rakyat" est constituée de 222 députés élus pour cinq ans au scrutin majoritaire uninominal à un tour. La Chambre haute ("Dewan Negara") est composée de 70 membres avec un mandat de 5 ans dont 26 sénateurs élus à raison de 2 sénateurs pour chaque État et 44 représentants, sans rôle de représentation territoriale, nommés par le souverain, dont 40 avec l'approbation du Premier ministre. Les pouvoirs législatifs du Sénat sont limités.
Le roi désigne le premier ministre qui est choisi au sein du parti majoritaire.
Chaque État de Malaisie  dispose de sa propre chambre législative. Celle-ci est composée de membres élus au suffrage universel pour une période de 5 ans. Un gouverneur de l'État, nommé par le roi de Malaisie, joue un rôle essentiellement symbolique mais est chargé de désigner le premier ministre de l’État. Celui-ci constitue un gouvernement exécutif. En Malaisie les pouvoirs législatif, exécutif et judiciaire sont divisés entre les instances fédérales et des États. L'annexe neuf de la Constitution définit les domaines de compétences législatives, exclusives ou partagées de la Fédération et des États. Relèvent notamment de la seule compétence du parlement fédéral les relations internationales, la défense et la sécurité intérieure, la justice, l'accession à la nationalité, l'éducation, les finances, la presse et la censure. En cas de conflits entre loi fédérale et loi des États fédérés, la loi fédérale prévaut. Les prérogatives des instances de l'État portent notamment sur la gestion du foncier, l'administration locale, les travaux publics tandis que la gestion de l'eau et des logements relèvent, selon le cas, des instances fédérale ou régionale. Le Sabah avec le Sarawak sont les seuls états à disposer d'une Haute cour de justice (sans toutefois de pouvoir sur les décisions appliquées dans le cadre de la charia islamique).

### Pouvoir judiciaire
Le système judiciaire de la Malaisie est défini par l'article 121 de la Constitution. Il est supervisé dans l'ordre hiérarchique croissant par la Haute Cour de Malaisie et les Hautes Cours de Sabah et Sarawak puis par la Cour d'Appel et enfin par la plus haute instance, la Cour fédérale. Les Hautes Cours ne sont pas sont compétentes sur les décisions prises par les tribunaux islamiques de la Charia (modification de la constitution introduite en 1988).

### Autres articles
- Article 3 ; l'islam est la religion officielle de la Malaisie et à ce titre les États peuvent créer leurs propres lois appliquant la loi islamique dans le domaine des affaires personnelles et familiales.
- Article 19 ; la citoyenneté malaisienne est acquise de quatre manières : par acquisition à la naissance (par filiation), par décret, par naturalisation et par incorporation d'un territoire dans la Malaisie. Un citoyen non malaisien peu acquérir la citoyenneté s'il a plus de 21 ans, s'il a résidé au minimum 10 ans en Malaisie dont l'année précédant la demande, s'il a une bonne connaissance de la langue malaise, s'il a un bon caractère et s'il a l'intention de résider en Malaisie.

## Révision de la Constitution

### Procédure de révision
Sauf pour certaines dispositions de la Constitution expressément désignées dans la clause 4 de l'article 159, une révision constitutionnelle doit recueillir une majorité d'au moins les 2/3 du nombre total des membres de chacune des Chambres.